# Фантагиро
„Фантагиро“ (на италиански: „Fantaghirò“) е италиански филм-приказка в пет серии. Първата серия на филма е заснета през 1991 г., последната през 1996. Режисьор е Ламберто Бава. Главната роля на принцесата-воин Фантагиро се изпълнява от италианската киноактриса и балерина Алесандра Мартинес. В петата серия участва и италианският киноартист Ремо Джироне. Други популярни киноартисти от сериала са италианският Никълъс Роджърс, датската Бригите Нилсен, швейцарската Урсула Андрес, швейцарско-германският Марио Адорф и френският Жан-Пиер Касел.

## Сюжет
Историята разказва за Фантагиро, най-малката и непокорна дъщеря на един крал-воин. Въпреки че от жените в кралството се очаква да вършат нормалните женски неща като готвене, шиене и да бъдат верни към съпрузите си, Фантагиро мечтае да участва в битките. Тя непрекъснато спори с баща си и двете си сестри – Катерина и Каролина, които не одобряват нейното поведение.
Фантагиро тайно се научава да се бие, когато се сприятелява с „Белия Рицар“ – мистериозен воин, когото тя среща в гората. Докато тренират, тя среща за кратко крал Ромуалдо, владетелят на съседното вражеско кралство. Ромуалдо е запленен от очите на Фантагиро, но не знае, че те принедлежат на дъщерята на неговия кръвен враг.
Ромуалдо, който е изморен от вековната война между двете кралства, предлага дуел, който да реши кой е победителят. Бащата на Фантагиро, Кралят, е посъветван от Бялата Вещица, че само една от дъщерите му може да спечели дуела. Тъй като не вижда друг изход, Кралят заповядва на Фантагиро и на двете и сестри Катерина и Каролина да се преоблекат в доспехи, така че поне едната да се бие с Ромуалдо. Те се съгласяват да пазят самоличността си в тайна, в случай, че Ромуалдо откаже да се бие с жена. Докато Катерина и Каролина се оплакват от тежките доспехи, Фантагиро използва възможността и отрязва косата си, за да прилича на момче.
Докато пътуват към кралството на Ромуалдо, трите сестри започват да се карат. Фантагиро накрая се извинява, но Катерина и Каролина решават, че малката им сестра има най-големи шансове да спечели дуела. Катерина и Каролина се връщат при баща си, а Фантагиро продължава своето пътуване.
Все пак Фантагиро се среща с Ромуалдо, който е много объркан, когато разпознава очите ѝ. След различни опити от негова страна да я подлъже и тя да издаде истинския си пол, те все пак започват дуел и Фантагиро го побеждава. Въпреки това, тя не може да го убие и се връща вкъщи засрамена. Баща ѝ, който е горд с това, което дъщеря му е постигнала, ѝ прощава. Кралят освен това позволява на Ромуалдо да продължи да управлява своя народ при условие, че се ожени за една от трите принцеси. Ромуалдо първоначално се колебае, но когато вижда Фантагиро, облечена като жена, двамата щастливо се целуват.

## Актьори
| Актьор               | Роля                                    |
| -------------------- | --------------------------------------- |
| Алесандра Мартинес   | Фантагиро                               |
| Марио Адорф          | Кралят                                  |
| Ким Роси Стюърт      | Ромуалдо                                |
| Ангела Молина        | Бялата Вещица Белият Рицар Бялата Гъска |
| Жан-Пиер Касел       | Генералът                               |
| Стегано Даванцати    | Каталдо                                 |
| Томас Валик          | Ивалдо                                  |
| Орнела Маркуци       | Катерина                                |
| Катерина Брозова     | Каролина                                |
| Никълъс Роджърс      | Тарабас                                 |
| Станислава Бартосова | Гувернантката                           |

## Дублажи

### Диема Вижън (телевизионна версия)
| Преводач            | Йорданка Василева                                                            |
| Тонрежисьор         | Тони Тодоров                                                                 |
| Режисьор на дублажа | Димитър Кръстев                                                              |
| Озвучаващи артисти  | Даниела Йорданова Ани Василева Николай Николов Петър Чернев Здравко Методиев |

### Диема Вижън (касета)
| Преводач           | Василка Николова                                           |
| Тонрежисьор        | Димитър Кръстев                                            |
| Озвучаващи артисти | Адриана Андреева Яна Янева Красимир Куцупаров Асен Зидаров |

## Петте серии на „Пещерата на златната роза“ вIMDB
- Fantaghirò (1991)
- Fantaghirò 2 (1992)
- Fantaghirò 3 (1993)
- Fantaghirò 4 (1994)
- Fantaghirò 5 (1996)

|  | Тази страница частично или изцяло представлява превод на страницата Fantaghirò в Уикипедия на английски. Оригиналният текст, както и този превод, са защитени от Лиценза „Криейтив Комънс – Признание – Споделяне на споделеното“, а за съдържание, създадено преди юни 2009 година – от Лиценза за свободна документация на ГНУ. Прегледайте историята на редакциите на оригиналната страница, както и на преводната страница, за да видите списъка на съавторите. ВАЖНО: Този шаблон се отнася единствено до авторските права върху съдържанието на статията. Добавянето му не отменя изискването да се посочват конкретни източници на твърденията, които да бъдат благонадеждни. |